# Szergej Valerjevics Akszjonov
Szergej Valerjevics Akszjonov (oroszul: Сергей Валерьевич Аксёнов) (Bălți (Moldova), 1972. november 26. –) orosz politikus. 2014. február 27-től a Krími Autonóm Köztársaság, majd március 17-től a Krími Köztársaság miniszterelnöke, április 14-től az Oroszországi Föderáció részét képező Krími Köztársaság ideiglenes kormányzója, majd október 9-től megválasztott elnöke és miniszterelnöke.

## Élete
1972-ben született a moldovai Bălțiban. Édesapja, Valerij Akszjonov volt a vezetője az Észak Moldovai Orosz Közösség nevű szervezetnek, mely az 1980-as évek végén a Moldovában élő oroszok jogaiért küzdött.
1989-ben a Krímbe költözött és beiratkozott a Szimferopoli Katonapolitikai Főiskolára, ahol 1993-ban szerzett diplomát. Ezután különböző vállalkozásokban töltött be vezető tisztségeket.

## Politikai tevékenysége
2008-ban lett a Krími Orosz Közösség nevű politikai szervezet tagja. 2009-ben az Orosz Egység nevű párt társelnökének választották. A 2010-es választásokon a párt jelöltjeként beválasztották a Krími Autonóm Köztársaság Legfelső Tanácsába.
2014. február 27-én ismeretlen (feltehetően oroszbarát) fegyveresek szállták meg a Krími Autonóm Köztársaság Legfelső Tanácsának épületét. Ennek hatására lemondott a miniszterelnöki posztról az addigi miniszterelnök, Anatolij Mohiljov. Helyette Akszjonovot választották meg miniszterelnöknek.

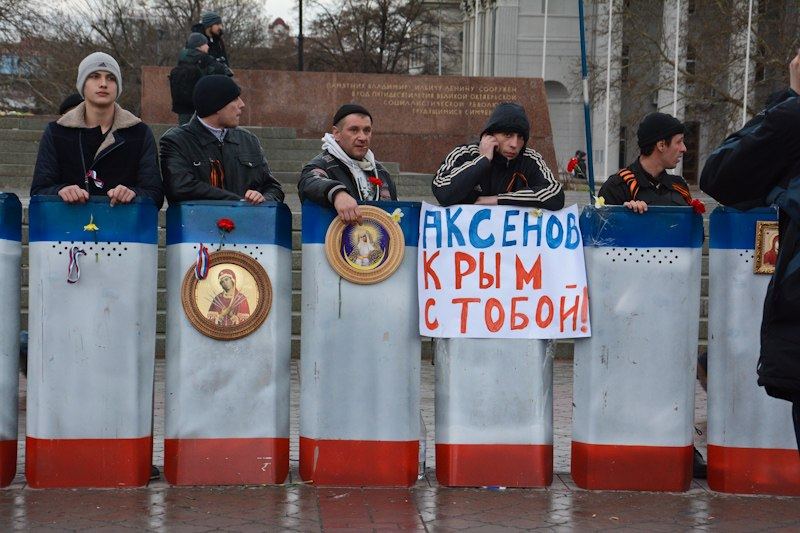
"Akszjonov a Krím veled van" – Krími Autonóm Köztársaság Legfelső Tanácsának épületét védő orosz aktivisták

Megválasztása után bejelentette, hogy 2014. május 25-re népszavazást ír ki a Krími Autonóm Köztársaság státusáról és jogköreinek kibővítéséről. A referendum időpontját később előrehozták március 30-ra, majd március 16-ra. A népszavazásra eredetileg feltett kérdés "Támogatja-e Ön, hogy a Krími Köztársaság szuverén állammá váljon Ukrajnán belül?" volt, de később két másik kérdésre módosították: "Támogatja-e, hogy a Krím önálló szubjektumként csatlakozzon az Oroszországi Föderációhoz", illetve "Támogatja-e a Krím 1992-es alkotmányának visszaállítását". A Kijevi Kerületi Bíróság már március 3-án közölte, hogy szerinte törvénytelen az autonómiáról szóló népszavazás kiírása.
2014. március 1-jén bejelentette, hogy ideiglenesen magához vonja a krími rendvédelmi és biztonsági erők irányítását, egyben felkérte Putyin elnököt, hogy segítsen megőrizni a békét és a nyugalmat. Másnap bejelentette a Krími Autonóm Köztársaság saját haditengerészetének megalakítását Gyenyisz Berezovszkij ellentengernagy vezetésével, aki az ukrán hadseregből állt át. Március 4-én bejelentette a krími Honvédelmi Minisztérium felállítását.
2014. március 5-én elfogatóparancsot adott ki ellene egy kijevi bíróság. Az ügyészség az "alkotmányos rend erőszakos megváltoztatására vagy megdöntésére irányuló kísérlet, illetve államhatalom megszerzésére irányuló cselekmények" miatt folytat ellen büntetőjogi eljárást.
2014. március 6-án bejelentette, hogy a Krími Autonóm Köztársaság elszakadt Ukrajnától és csatlakozott az Oroszországi Föderációhoz. A népszavazás csak ennek a döntésnek a megerősítésére szolgált. A Krímben is bevezették a rubelt, államosították az ukrán állami vagyont, és az ott állomásozó ukrán katonai egységeket megszállóknak nyilvánították.
2014. március 8-án ünnepélyesen letette előtte az esküt a krimi hadsereg első egységét képező önvédelmi erő első csoportja.
2014. március 10-én bejelentette, hogy a Krím áttér az orosz nyelv használatára, ugyanakkor megígérte, hogy az ukrán és a krími tatár is hivatalos nyelv lesz.
2014. március 11-én a krími parlament függetlenségi nyilatkozatot fogadott el. Határozatot hozott a krími tatárok jogainak visszaállításáról és integrálásukról a krími közösségbe. Ez magában foglalja képviseletüket a területi és a városi önkormányzatokban és más kormányszervekben. Elismerték továbbá a krími tatárok nemzetiségi önkormányzati testületeit, valamint az általuk létrehozandó szerveket.
A 2014. március 16-án megtartott referendumon 83,1%-os részvétel mellett, a szavazók 96,77%-a az Ukrajnától való elszakadás mellett döntött. Másnap a Krími Autonóm Köztársaság Legfelső Tanácsa kinyilvánította a Krími Köztársaság önállóságát, egyben kérte felvételét az Oroszországi Föderációhoz.

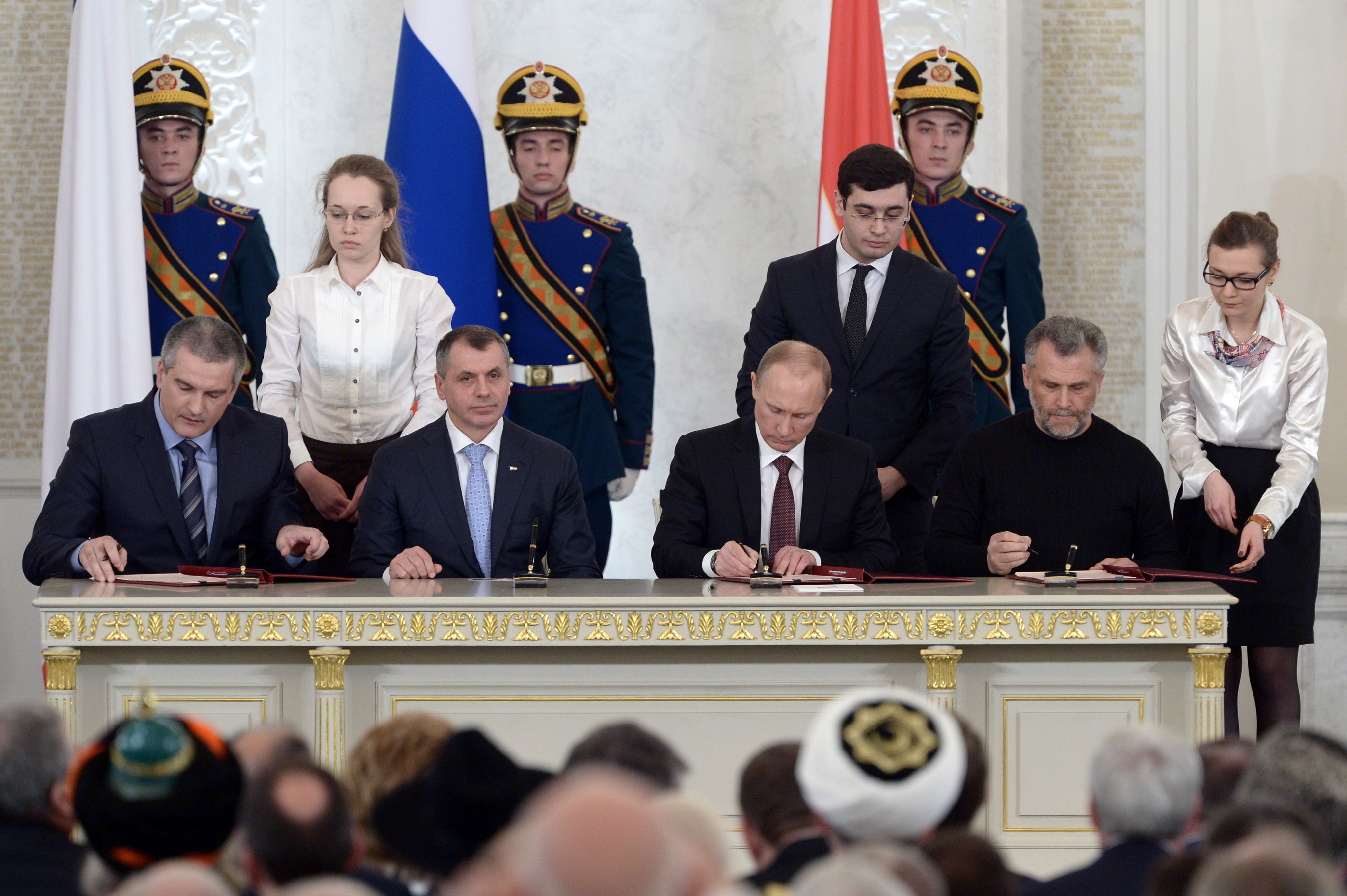
Moszkvában aláírja a Krími Köztársaság csatlakozását az Oroszországi Föderációhoz

2014. március 18-án Moszkvában Vlagyimir Putyin orosz elnökkel aláírta azt az államközi szerződést, melynek értelmében a Krími Köztársaság az Oroszországi Föderáció 84. tagjává vált.
2014. március 28-án bejelentette, hogy a Krímet Oroszország különleges gazdasági övezetévé nyilvánították és 2014-ben 13 milliárd rubelt fordítanak a központi költségvetésből a félsziget felzárkóztatására.
2014. március 31-én fogadta a Krímbe látogató orosz miniszterelnököt, Medvegyevet, akivel a Krím fejlesztéséről, mindenekelőtt a Krími híd felépítéséről tárgyalt. Dmitrij Medvegyev bejelentette egy Krím-ügyi minisztérium felállítását Moszkvában.
2014. április 14-én Moszkvában Vlagyimir Putyin orosz elnök kinevezte őt a Krími Köztársaság ideiglenes kormányzójává.
Megkapta a Honvédelmi Minisztérium "A Krím-félsziget visszatéréséért" emlékérmét.
A 2014 szeptemberében megtartott parlamenti választások után megválasztották a Krím elnökének és miniszterelnökének.

## Feltételezett bűnözői múltja
Akszjonov az 1990-es évek egyik befolyásos szervezett bűnözői csoportjának, a Szejlem bandának a tagja volt, bűnözői körökben használt fedőneve Goblin volt. Akszjanovról a rendőrségi nyilvántartásból származó nyomozati anyagok is megjelentek az interneten.
Amikor Akszjonovot megválasztották a Krími Orosz Közösség elnökévé, a szervezet előző elnöke, Mihail Baharev felfüggesztette tagságát, amíg azt nem tisztítják meg a bűnözőktől. Baharev feljelentést is tett, de a Krími Autonóm Köztársaság Feljebbviteli Bírósága megszüntette az ügyet.

## Családja
Nős, felesége Jelena Alekszandrovna (1975) közgazdász. Gyermekeik: Krisztina (1994) és Oleg (1997).

## Külső hivatkozások
- Сергей Аксенов. Биография, Életrajza orosz nyelven, ITAR-TASS, 2014. április 14.